# Nowy Konik
Nowy Konik es un pueblo de Polonia, en Mazovia.  Se encuentra en el distrito (Gmina) de Halinów, perteneciente al condado (Powiat) de Mińsk. Se encuentra aproximadamente  4 km al suroeste de Halinów, a 19 km al noroeste de Mińsk Mazowiecki, y a 21 km  al este de Varsovia. Su población es de 230 habitantes.